# ワイドレジャー
株式会社ワイドレジャーは、福岡県小郡市に本社を置くアミューズメント運営企業。ゲームセンター・ボウリング・ビリヤード等のアミューズメント施設「楽市楽座」「アドアーズ」などを九州や首都圏を中心に全国88か所、89店舗運営している（2022年3月現在）

## 概要

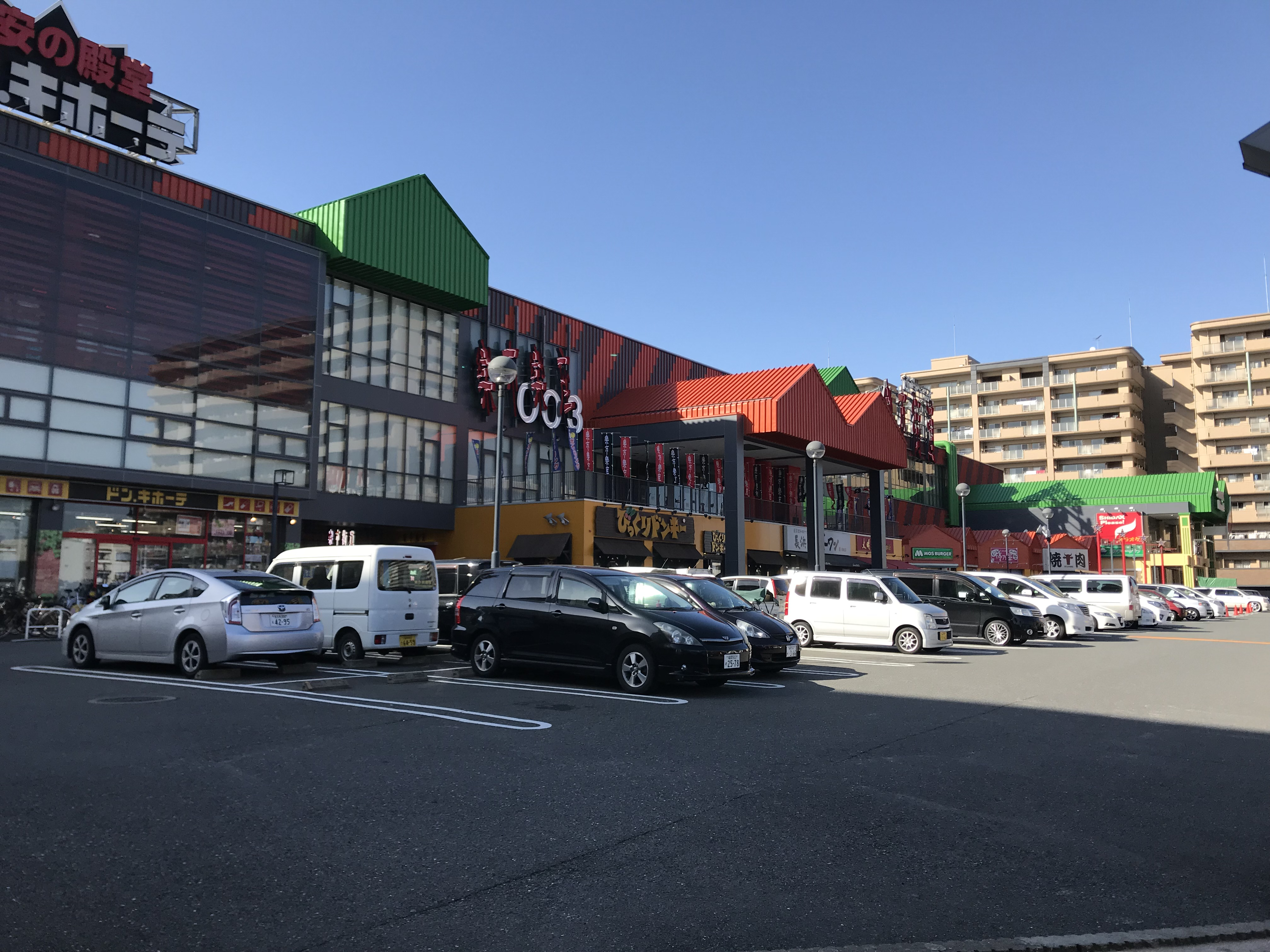
楽市街道 箱崎店

1970年にダイエー久留米店に屋上軽食堂を開いたのが始まり。その後同店の屋上プレイランドを買収しアミューズメント施設の運営に乗り出す。1989年（平成元年）に楽市楽座の1号店を福岡県久留米市にオープン。その後、2001年に大型複合アミューズメント施設「楽市街道」箱崎店が開業。同施設のテナントとして入ったドン・キホーテは九州初出店であった。現在はインストア型の出店を全国で展開している。
2018年3月には首都圏を地盤とするアドアーズ株式会社を完全子会社化し、2022年3月1日付でアドアーズを吸収合併した。
2023年4月にブランドロゴを刷新し、新たにタグライン「いちばん楽しい100円へ。」を策定した。

## 沿革
- 1970年（昭和45年）11月 - ダイエー久留米店に屋上軽食堂をオープン（創業）。
- 1971年（昭和46年）4月 - ダイエー久留米店の屋上プレイランドを買収。
- 1974年（昭和49年）12月 - ジャスコ佐世保店に室内プレイランドをオープン。
- 1975年（昭和50年）3月 - 株式会社ワイドレジャーを設立。
- 1989年（平成元年）4月 - 久留米市に郊外型プレイランド「楽市楽座」久留米店をオープン
- 1995年（平成7年）12月 - 久留米市に大型複合施設「楽市楽座210」久留米店をオープン。
- 2001年（平成13年）12月 - 福岡市東区に大型複合アミューズメント施設「楽市街道」箱崎店をオープン。
- 2004年（平成16年）4月 - 愛知県西春日井郡西春町に楽市街道2号店「楽市街道」名古屋店をオープン。
- 2013年（平成25年）
  - 5月 - 大阪府に楽市楽座イオンモール大阪ドームシティ店をオープン。
  - 11月 - 小郡市に楽市楽座イオン小郡店、三重県員弁郡東員町に楽市楽座イオンモール東員店をオープン。
- 2014年（平成26年）
  - 6月 - 名古屋市港区に楽市楽座イオンモール名古屋茶屋店をオープン。
  - 10月 - 京都府に楽市楽座イオンモール京都桂川店をオープン。
- 2015年（平成27年）
  - 4月 - 沖縄県に楽市楽座イオンモール沖縄ライカム店をオープン。
  - 10月 - 大阪府に楽市楽座イオンモール四条畷店をオープン。
- 2016年（平成28年）4月 - 愛媛県に楽市楽座イオンモール今治新都心店をオープン。
- 2017年（平成29年）9月 - 長野県松本に楽市楽座イオンモール松本店をオープン。
- 2018年（平成30年）3月 - 株式会社KeyHolderからアドアーズ株式会社の全株式を取得し子会社化[1][2]。
- 2022年（令和4年）3月 - アドアーズを吸収合併。
- 2023年（令和5年）2月 - オンラインクレーンゲーム「アラクレ」のサービスを開始[5]。